# Alessandro Puccini
Alessandro Puccini, född den 28 augusti 1968 i Cascina, Italien, är en italiensk fäktare som tog OS-guld i herrarnas florett i samband med de olympiska fäktningstävlingarna 1996 i Atlanta.